# Чемпионат мира по стрельбе из лука 2013
47-й чемпионат мира по стрельбе из лука проходил с 29 сентября по 6 октября 2013 года в Турции в городе Белек (провинция Анталья). Турнир организован Международной федерацией стрельбы из лука (FITA). Всего на первенстве планеты было разыграно 10 комплектов наград — по 5 в каждом из видов лука — классическом и блочном.

## Медалисты

### Классический лук
| Дисциплина                     | Золото                                                | Серебро                                                            | Бронза                                                      |
| Мужчины. Индивидуальный турнир | Ли Сын Юн                                             | О Джин Хёк                                                         | Криспин Дуэньяс                                             |
| Женщины. Индивидуальный турнир | Майя Ягер                                             | Сюй Цзин                                                           | Ок Хи Юн                                                    |
| Мужчины. Командный турнир      | США · Брейди Эллисон · Джо Фэнчин · Джейк Камински    | Нидерланды · Шеф ван ден Берг · Рик ван ден Увер · Рик ван дер Вен | Франция · Тома Фашерон · Гаэль Превос · Жан-Шарль Валладон  |
| Женщины. Командный турнир      | Республика Корея · Чхан Хе Джин · Ки Бо Бэ · Ок Хи Юн | Беларусь · Анна Марусова · Екатерина Тимофеева · Елена Толкач      | Дания · Карина Кристиансен · Майя Ягер · Анна-Мария Лаурсен |
| Микст                          | Республика Корея · Ки Бо Бэ · О Джин Хёк              | США · Хатуна Лориг · Брейди Эллисон                                | Китайский Тайбэй Тань Ятин Го Чжэнвэй                       |

### Блочный лук
| Дисциплина                     | Золото                                                       | Серебро                                                            | Бронза                                                        |
| Мужчины. Индивидуальный турнир | Майк Шлёссер                                                 | Пьер-Жюльен Делош                                                  | Александр Дамбаев                                             |
| Женщины. Индивидуальный турнир | Кристина Бергер                                              | Ивана Буден                                                        | Герда Раукс                                                   |
| Мужчины. Командный турнир      | Дания · Мартин Дамсбо · Стефан Хансен · Патрик Лаурсен       | ЮАР · Габриэль Баденхорст · Д. П. Бирман · Патрик Раукс            | Франция · Себастьен Брассё · Пьер-Жюльен Делош · Доминик Жене |
| Женщины. Командный турнир      | Колумбия · Аура Мария Браво · Сара Лопес · Алехандра Ускьяно | Нидерланды · Мартина Каувенберг · Ирина Маркович · Инге Ван Каспел | Франция · Софи Додемон · Паскаль Лебеке · Сандрин Вандьонан   |
| Микст                          | Италия · Марчелла Тоньоли · Серджо Паньи                     | Россия · Альбина Логинова · Александр Дамбаев                      | США · Эрика Джонс · Джесс Бродуотер                           |

## Медальный зачёт
| Место | Страна           | Золото | Серебро | Бронза | Всего |
| ----- | ---------------- | ------ | ------- | ------ | ----- |
| 1     | Республика Корея | 3      | 1       | 1      | 5     |
| 2     | Дания            | 2      | 0       | 1      | 3     |
| 3     | Нидерланды       | 1      | 2       | 0      | 3     |
| 4     | США              | 1      | 1       | 1      | 3     |
| 5     | Колумбия         | 1      | 0       | 0      | 1     |
| 5     | Германия         | 1      | 0       | 0      | 1     |
| 5     | Италия           | 1      | 0       | 0      | 1     |
| 8     | Франция          | 0      | 1       | 3      | 4     |
| 9     | Россия           | 0      | 1       | 1      | 2     |
| 9     | ЮАР              | 0      | 1       | 1      | 2     |
| 11    | Беларусь         | 0      | 1       | 0      | 1     |
| 11    | Китай            | 0      | 1       | 0      | 1     |
| 11    | Хорватия         | 0      | 1       | 0      | 1     |
| 14    | Канада           | 0      | 0       | 1      | 1     |
| 14    | Китайский Тайбэй | 0      | 0       | 1      | 1     |
| Total | Total            | 10     | 10      | 10     | 30    |

## Участники
| - Аргентина (6) - Армения (3) - Австралия (12) - Австрия (6) - Бангладеш (6) - Беларусь (7) - Бельгия (4) - Бутан (4) - Бразилия (12) - Канада (12) - Чили (2) - Китай (6) - Китайский Тайбэй (6) - Колумбия (12) - Хорватия (5) - Кипр (5) - Чехия (6) - Дания (8) - Доминиканская Республика (2) - Сальвадор (1) - Эстония (7) - Финляндия (7) - Франция (12) - Грузия (3) | - Германия (12) - Великобритания (12) - Греция (2) - Гонконг (2) - Венгрия (1) - Индия (12) - Иран (4) - Ирландия (4) - Израиль (1) - Италия (12) - Кот-д’Ивуар (4) - Япония (8) - Казахстан (12) - КНДР (4) - Республика Корея (12) - Республика Косово (3) - Латвия (3) - Литва (7) - Люксембург (3) - Малайзия (4) - Мексика (12) - Молдова (2) - Монголия (6) | - Нидерланды (10) - Новая Зеландия (2) - Норвегия (8) - Польша (9) - Португалия (1) - Румыния (2) - Россия (12) - Сербия (4) - Словакия (8) - Словения (2) - ЮАР (6) - Испания (9) - Шри-Ланка (1) - Швеция (10) - Швейцария (7) - Таджикистан (3) - Таиланд (6) - Тонга (1) - Турция (12) - Украина (6) - США (12) - Узбекистан (6) - Венесуэла (11) |

## Интересные факты
- В мужских соревнованиях в стрельбе из классического лука впервые в истории принимали участие спортсмены Республики Косово — Хазир Асслани, Атдхе Лужница и Бардхюль Лужница.